# 2016. június 20-i konzisztórium
A 2016. június 20-i konzisztóriumot Ferenc pápa hívta össze. Ezen a konzisztóriumon 5 boldog szenttéavatási határozatát hirdette ki és 4 diakónus-bíborost emelt presbiter-bíborossá.

#### Szenttéavatási határozatok
- Salomone Leclercq (született: William Nicholas Ludovic) vértanú
- Manuel González García, Palencia püspöke
- Ludovico Pavoni áldozópap
- Alfonso Maria Fusco áldozópap
- Elisabetta Catez szerzetesnő

Ferenc pápa elrendelte, hogy 2016. október 16-án a szentek névsorába kerüljenek.

#### Előléptetett bíborosok
| Nº                         | Ország                     | Név                                 | Életkor                    | Hivatal                                                                                           |
| Nem pápaválasztó bíborosok | Nem pápaválasztó bíborosok | Nem pápaválasztó bíborosok          | Nem pápaválasztó bíborosok | Nem pápaválasztó bíborosok                                                                        |
| -------------------------- | -------------------------- | ----------------------------------- | -------------------------- | ------------------------------------------------------------------------------------------------- |
| 1                          | Amerikai Egyesült Államok  | William Joseph Levada               | 80                         | a Hittani Kongregáció nyugalmazott prefektusa                                                     |
| 2                          | Szlovénia                  | Franc Rodé C.M.                     | 81                         | a Megszentelt Élet Intézményei és az Apostoli Élet Társaságai Kongregáció nyugalmazott prefektusa |
| 3                          | Olaszország                | Andrea Cordero Lanza di Montezemolo | 90                         | a Falakon-kívüli Szent Pál-bazilika nyugalmazott főpapja                                          |
| 4                          | Franciaország              | Albert Vanhoye S.J.                 | 92                         | a Pápai Biblikus Intézet nyugalmazott rektora                                                     |